# Douglas Walker
Douglas Walker (* 28. Juli 1973 in Inverness) ist ein ehemaliger britischer Sprinter, der im 200-Meter-Lauf und in der 4-mal-100-Meter-Staffel erfolgreich war.
Nachdem Walker für Schottland startend bei den Commonwealth Games 1994 in Victoria über 200 Meter bis ins Halbfinale gekommen war, gelang ihm dies auch bei den Weltmeisterschaften 1997 in Athen. Mit der britischen Stafette erreichte er das Finale. Darren Braithwaite, Darren Campbell, Walker und Julian Golding gewannen in 38,14 s Bronze hinter den Stafetten aus den Vereinigten Staaten und aus Nigeria.
1998 siegte er bei den Europameisterschaften in Budapest über 200 Meter in 20,53 s vor seinen Landsleuten Douglas Turner und Golding. Tags darauf gewannen Allyn Condon, Campbell, Walker und Golding in 38,52 s auch den Titel in der Staffel. Nach den Europameisterschaften musste sich Walker einer Arthroskopie am Kniegelenk unterziehen. Trotzdem trat er vier Wochen nach den Europameisterschaften bei den Commonwealth Games 1998 in Kuala Lumpur an, wurde aber im 200-Meter-Finale nur Achter in 20,69 s.
Auf der selten gelaufenen 300-Meter-Strecke stellte er am 19. Juli 1998 in Gateshead mit 31,56 s einen Europabestzeit auf.
Am 1. Dezember 1998 wurde Walker bei einem Dopingtest positiv auf Nandrolon getestet. Im Jahr 2000 wurde rückwirkend eine zweijährige Sperre gegen ihn verhängt.
Douglas Walker ist 1,77 m groß und wog in seinen Wettkampfzeiten 78 kg.

## Bestzeiten
- 100 m: 10,31 s, 11. Juni 1997, Barcelona
- 200 m: 20,35 s, 26. Juli 1998, Birmingham
- 400 m: 46,95 s, 11. Mai 1996, Edinburgh